# Planaria occulta
Planaria occulta är en plattmaskart som beskrevs av Kenk 1969. Planaria occulta ingår i släktet Planaria och familjen Planariidae. Inga underarter finns listade i Catalogue of Life.